# Tetiz (község)
Tetiz község Mexikó Yucatán államának nyugati részén. 2010-ben lakossága kb. 4700 fő volt, ebből mintegy 3900-an laktak a községközpontban, Tetizben, a többi 800 lakos a község területén található 5 kisebb településen élt.

## Fekvése
Az állam nyugati részén, a fővárostól, Méridától nyugatra fekvő község teljes területe a tenger szintje felett körülbelül 5–10 méterrel elterülő síkvidék. Az éves csapadékmennyiség 600 és 800  mm körül van, de a községnek vízfolyásai nincsenek. A mezőgazdaság a terület mintegy 7%-át hasznosítja, a többi részt főként vadon borítja.

## Népesség
A község lakóinak száma a közelmúltban igen gyorsan növekedett, a változásokat szemlélteti az alábbi táblázat:
| Év   | Lakosság |
| ---- | -------- |
| 1990 | 3444     |
| 1995 | 4013     |
| 2000 | 4201     |
| 2005 | 4468     |
| 2010 | 4725     |

## Települései
A községben 2010-ben 6 lakott helyet tartottak nyilván, de közülük 4 igen kicsi: két névtelen településen összesen 5-en éltek, San Manuelben hárman és Politában egyetlen ember. A két jelentősebb helység:
| Település             | Lakosság (2010) |
| --------------------- | --------------- |
| Tetiz (községközpont) | 3939            |
| Nohuayún              | 777             |